# 喬伊·安薩
喬伊·安薩（英語：Joey Ansah，1982年11月24日—），英國男演員、武術家、武術指導、導演、編劇和製片人。較著名的作品為《神鬼認證：最後通牒》（2007年）和《快打旋風：暗殺拳》（2014年）。

## 早期生活
安薩出生於倫敦，且是一名英國和加纳混血兒，在家中排行第二。父親為著名的時裝設計師柯菲·安薩（Kofi Ansah），而母親則是出生於德文郡的妮可拉（Nicola）。他和家人在倫敦生活了十年，之後移民至加纳。在加納，他學習了四年的武術和跆拳道，並參與了街舞和摩托車賽車等活動。

## 家庭
著名家庭成員：
- 父親：柯菲·安薩（Kofi Ansah）-時裝設計師[3]
- 叔叔：克瓦·安薩（Kwaw Ansah）-獲得FESPACO獎殊榮的電影導演
- 叔叔：圖米·艾鮑·安薩（Tumi Ebow Ansah）-演員，作曲家，民族音樂學家和研究人員
- 哥哥：萊恩·安薩（Ryan Ansah）-音樂家[4]
- 姊姊：塔努阿·安薩（Tanoa Ansah）-Dæ.WEAR公司的CEO

## 作品列表
- 2005：《蝙蝠俠：開戰時刻》／Batman Begins 飾 影子軍團成員
- 2005：《留給死亡》／Left for Dead 飾 搏擊戰士#1
- 2007：《神鬼認證：最後通牒》／The Bourne Ultimatum 飾 戴許
  - 提名-MTV電影大獎最佳打鬥（與麥特·戴蒙共享）
- 2009：《荒漠鬼城》／Ghost Town 飾 Bonesera
- 2010：《火線殺機》／Knock Out 飾 狙擊手巢穴的戰士
- 2011：《異星大作戰》／Attack the Block 飾 警務人員
- 2012：《公主與狩獵者》／Snow White and the Huntsman 飾 Aldan
- 2012：《少年UFO事件》／U.F.O. 飾 警務人員／黑色行動士兵
- 2013：《數字戰》／The Numbers Station 飾 Derne
- 2013：《足球流氓3》／Green Street 3: Never Back Down 飾 DCI Victor Jones
- 2014：《復仇少女》／Born of War 飾 Atal
- 2014：《快打旋風：暗殺拳》／Street Fighter: Assassin's Fist 飾 豪鬼（兼共同創作）[5]
- 2016：《快打旋風：重生》／Street Fighter: Resurrection
- 2020：《不死軍團》／The Old Guard 飾 Keane
- TBA：《快打旋風：世界勇士》／Street Fighter: World Warrior[6]

## 外部連結
- Actor's Official Website
- Joey Ansah在互联网电影资料库（IMDb）上的資料（英文）
- Joey Ansah, Testimonials.